# Молодіжна збірна Польщі з хокею із шайбою
Молодіжна збірна Польщі з хокею із шайбою (пол. Reprezentacja Polski w hokeju na lodzie mężczyzn do lat 20) — національна молодіжна збірна команда Польщі, складена з гравців віком не більше 20 років, яка представляє свою країну на міжнародних змаганнях з хокею із шайбою. Управління збірною здійснюється Польським союзом хокею із шайбою.

## Історія
Молодіжна збірна Польщі є постійним учасником чемпіонатів світу серед молодіжних команд з 1977 року, найвище досягнення це п'яте місце на чемпіонаті світу 1987 року, більшість турнірів поляки провели у групі «B». Шість разів молодіжна збірна Польщі зіграла на найвищому рівні у 1977, 1985, 1987, 1988, 1990 та 1997 роках.

## Результати на чемпіонатах світу
- 1977 рік – Закінчили на 8-му місці
- 1979 рік – Закінчили на 3-му місці (Група «В»)
- 1980 рік – Закінчили на 2-му місці (Група «В»)
- 1981 рік – Закінчили на 3-му місці (Група «В»)
- 1983 рік – Закінчили на 3-му місці (Група «В»)
- 1984 рік – Закінчили на 1-му місці (Група «В»)
- 1985 рік - Закінчили на 8-му місці
- 1986 рік - Закінчили на 1-му місці (Група «В»)
- 1987 рік – Закінчили на 5-му місці
- 1988 рік – Закінчили на 8-му місці
- 1989 рік – Закінчили на 1-му місці (Група «В»)
- 1990 рік – Закінчили на 8-му місці
- 1991 рік – Закінчили на 2-му місці (Група «В»)
- 1992 рік – Закінчили на 2-му місці (Група «В»)
- 1993 рік – Закінчили на 6-му місці (Група «В»)
- 1994 рік – Закінчили на 4-му місці (Група «В»)
- 1995 рік – Закінчили на 3-му місці (Група «В»)
- 1996 рік - Закінчили на 1-му місці (Група «В»)
- 1997 рік - Закінчили на 10-му місці
- 1998 рік – Закінчили на 3-му місці (Група «В»)
- 1999 рік – Закінчили на 2-му місці (Група «В»)
- 2000 рік - Закінчили на 5-му місці (Група «В»)
- 2001 рік – Закінчили на 6-му місці (Дивізіон І)
- 2002 рік – Закінчили на 7/8-му місці (Дивізіон І)
- 2003 рік – Закінчили на 6-му місці (Дивізіон І Група «В»)
- 2004 рік – Закінчили на 1-му місці (Дивізіон II Група «А»)
- 2005 рік – Закінчили на 4-му місці (Дивізіон І Група «В»)
- 2006 рік – Закінчили на 4-му місці (Дивізіон І Група «В»)
- 2007 рік – Закінчили на 4-му місці (Дивізіон І Група «А»)
- 2008 рік – Закінчили на 4-му місці (Дивізіон І Група «А»)
- 2009 рік – Закінчили на 5-му місці (Дивізіон І Група «А»)
- 2010 рік – Закінчили на 6-му місці (Дивізіон І Група «В»)
- 2011 рік – Закінчили на 1-му місці (Дивізіон II Група «В»)
- 2012 рік – Закінчили на 4-му місці (Дивізіон І Група «В»)
- 2013 рік – Закінчили на 1-му місці (Дивізіон І Група «В»)
- 2014 рік – Закінчили на 6-му місці (Дивізіон І Група «А»)
- 2015 рік – Закінчили на 3-му місці (Дивізіон І Група «В»)
- 2016 рік – Закінчили на 2-му місці (Дивізіон І Група «В»)
- 2017 рік – Закінчили на 2-му місці (Дивізіон І Група «В»)
- 2018 рік – Закінчили на 2-му місці (Дивізіон І Група «В»)
- 2019 рік – Закінчили на 2-му місці (Дивізіон І Група «В»)
- 2020 рік – Закінчили на 4-му місці (Дивізіон І Група «В»)
- 2021 рік – Турніри дивізіонів I, II та III скасовано через пандемію COVID 19.
- 2022 рік – Закінчили на 6-му місці (Дивізіон І Група «В»)
- 2023 рік – Закінчили на 4-му місці (Дивізіон І Група «В»)
- 2024 рік – Закінчили на 5-му місці (Дивізіон І Група «В»)
- 2025 рік – Закінчили на 5-му місці (Дивізіон І Група «В»)